# Estación La Querencia
La Querencia es una estación de ferrocarril ubicada en la localidad Homónima, en el Departamento Concordia, Provincia de Entre Ríos, República Argentina.

## Servicios
Pertenece al Ferrocarril General Urquiza, en el ramal que une las estaciones de Concordia Central, y Federal.

## Ubicación
Se encuentra ubicada entre los apeaderos Yaros y La Granja.